# George Eastman

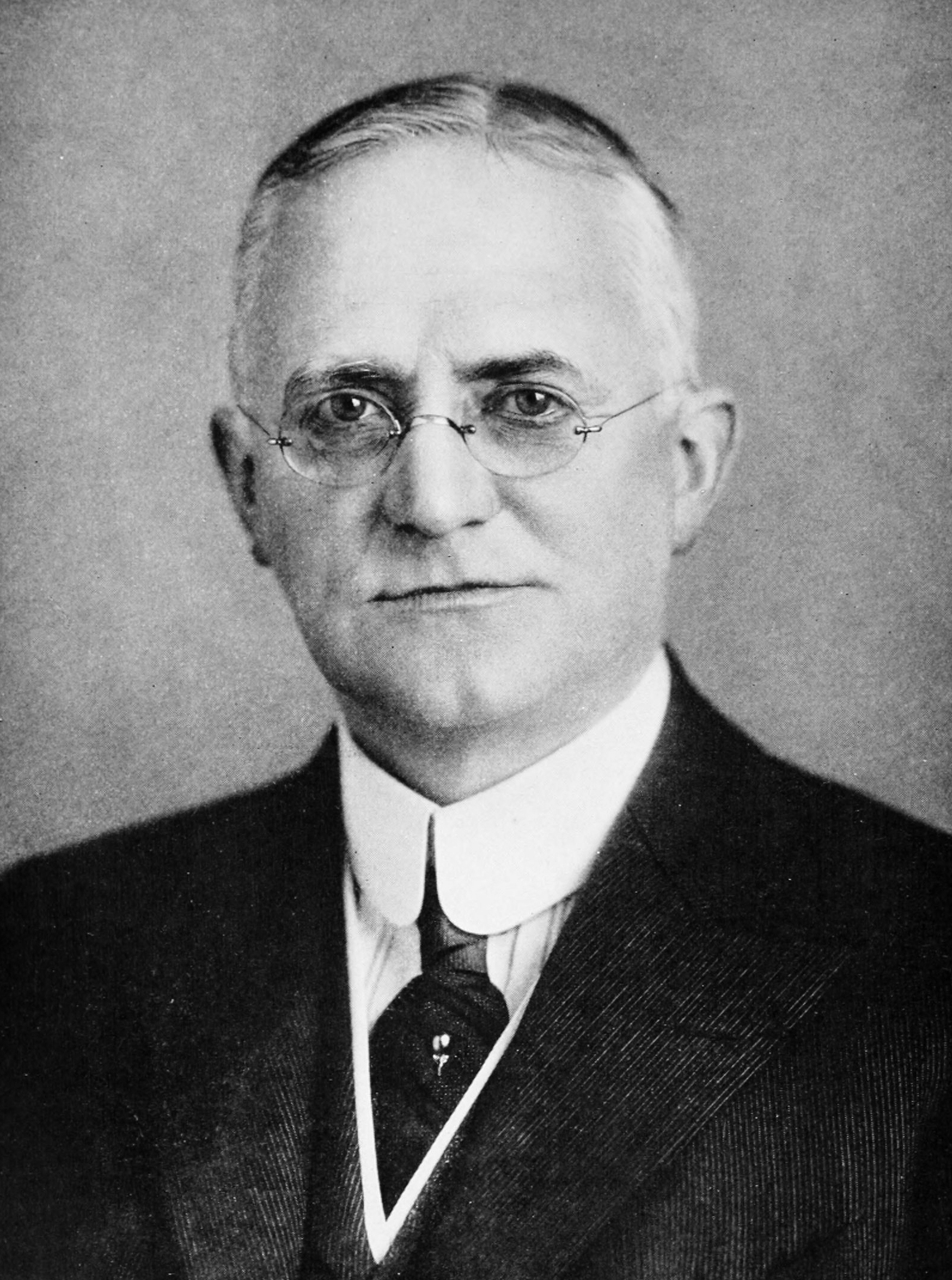
George Eastman in 1917

George Eastman (Waterville, 12 juli 1854 – Rochester, 14 maart 1932) was de oprichter van het bedrijf Eastman Kodak en de uitvinder van de fotorol.

## Biografie

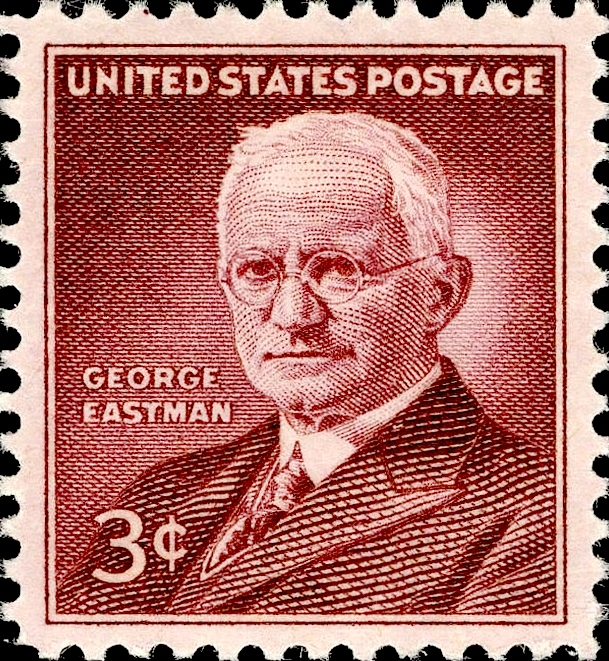
Postzegel met de afbeelding van George Eastman

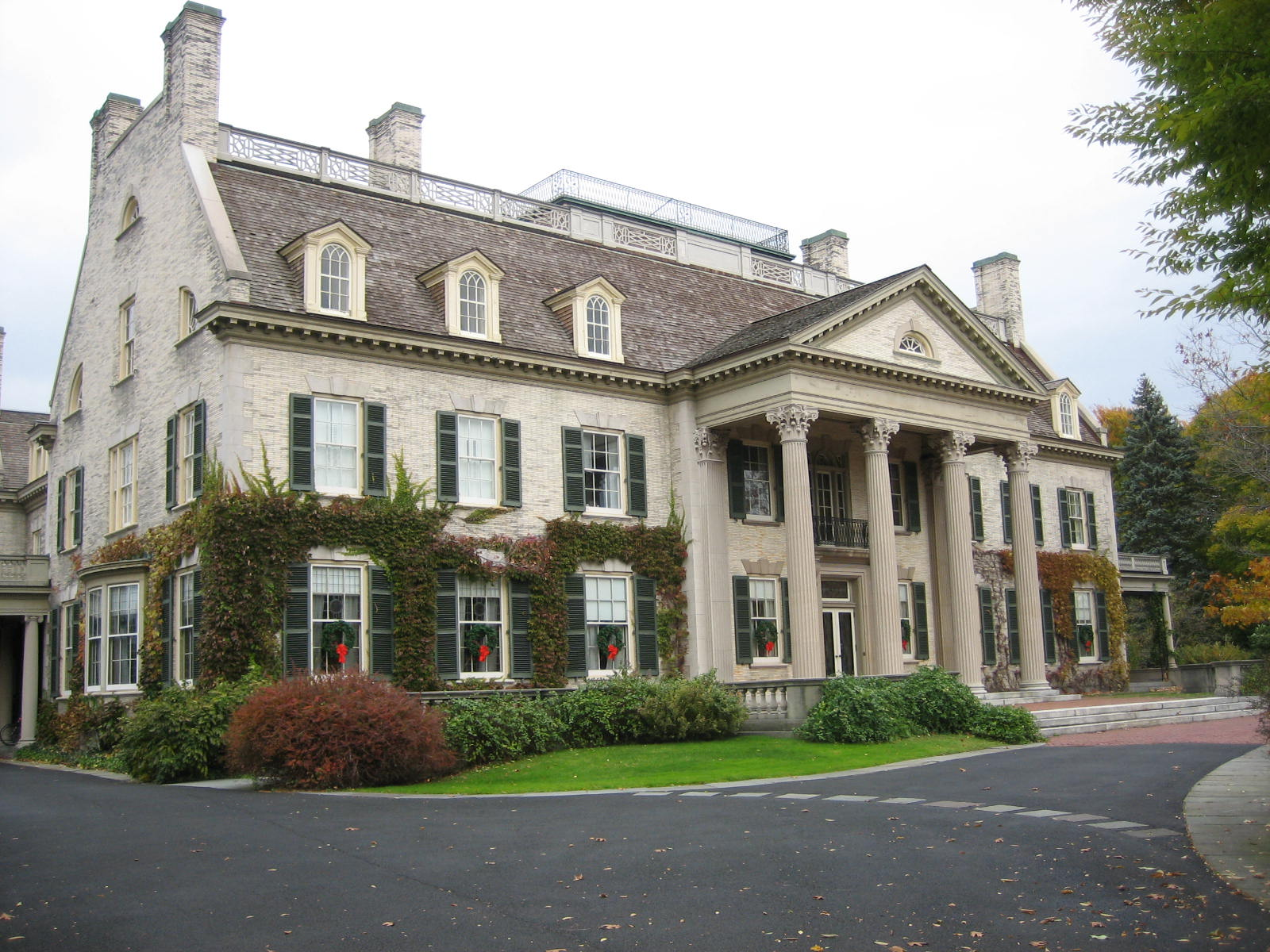
George Eastman House International Museum of Photography and Film in Rochester

Eastman werd geboren in Waterville (New York) op 12 juli 1854 als zoon van George Washington Eastman and Maria Kilbourn. Op zijn 5e verhuisde hij naar Rochester, waar zijn vader het Eastman Commercial College stichtte. Toen vader Eastman stierf was het ook afgelopen met het college. De financiële situatie van het gezin was zo slecht dat George op zijn 14e al moest gaan werken. Hij werkte als kantoorhulpje en studeerde 's avonds boekhouden om een beter betaalde baan te krijgen.
Op 4 september 1888 registreerde Eastman het handelsmerk Kodak (een combinatie van een aantal van zijn favoriete letters) en vroeg een patent op zijn camera met fotorol aan. Zijn lichtgewicht camera kon 100 opnames maken met een filmrol. De eigenaar kon de rol naar Kodak sturen en de foto's tegen betaling laten afdrukken. Kodak stuurde de foto's met een nieuwe filmrol terug.
Eastman stichtte de Eastman muziekschool aan de Universiteit van Rochester en koos als eerste directeur Alfred Klingenberg om op te laten volgen. Hij werd opgevolgd door de Amerikaanse componist en dirigent Howard Hanson. Hij maakte van de Eastman muziekschool een van de meest bekende muziekscholen in Amerika. Eastman was lid van de nationale muziekgenootschap Phi Mu Alpha Sinfonia.
In 1925 gaf Eastman de leiding van Kodak uit handen en werd voorzitter van de raad van bestuur. Hij richtte zich op liefdadige activiteiten. In zijn laatste twee levensjaren leed Eastman veel pijn. Hij had moeite met staan en kon alleen nog maar langzaam schuifelen. Hij werd depressief van de gedachte dat hij de rest van zijn leven in een rolstoel zou moeten doorbrengen, iets wat zijn moeder de laatste twee jaren van haar leven had moeten doen. In 1932 maakte Eastman een einde aan zijn leven met een schot door zijn hart. In zijn afscheidsbrief schreef hij: "Mijn werk is gedaan. Waarom nog wachten?" . Eastman is begraven in Kodak Park in Rochester (New York).
In zijn huis van George aan de East Avenue in Rochester is tegenwoordig het "George Eastman House International Museum of Photography and Film" gevestigd.